# Steckbrief

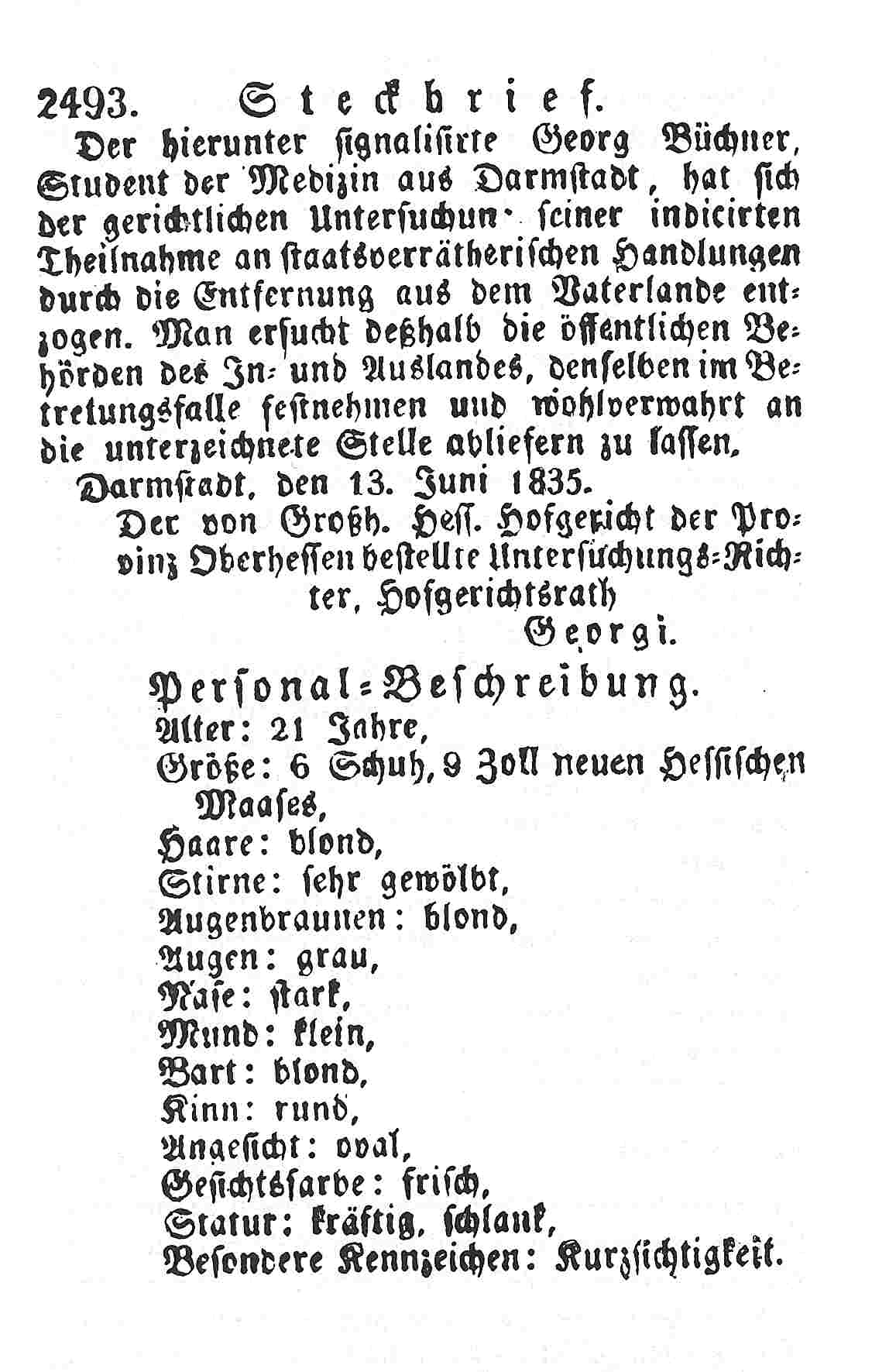
Historischer Steckbrief von 1835, mit dem Georg Büchner gesucht wurde

Der Steckbrief ist ein öffentliches Ersuchen um Festnahme einer zu verhaftenden Person, welche flüchtig ist oder sich verborgen hält. Diese Öffentlichkeitsfahndung ist ein Teil der Personenfahndung. Im übertragenen Sinne wird der Begriff „Steckbrief“ heute überwiegend für eine knappe, listenartige Darstellung der wichtigsten Daten zu einer Person oder zu einem Thema verwendet.
Oft, besonders in den USA, wird ein Kopfgeld für die Ergreifung des Gesuchten ebenfalls genannt.

## Geschichte
Ursprünglich war ein Steckbrief der Ladebrief eines Femegerichts an den Angeklagten, der in den Torriegel gesteckt wurde. Später wandelte sich die Bedeutung zum Sinne von Haftbefehl, da der zu Verhaftende anschließend ins Gefängnis gesteckt wurde.

## Ausstellende Behörden
Heute versteht man unter einem Steckbrief das schriftlich an alle Behörden, besonders aber an die Polizei ergehende Ersuchen, eine flüchtige oder sich verborgen haltende Person festzunehmen und der sie ersuchenden Strafverfolgungsbehörde zu übergeben.
Nach § 131 der deutschen Strafprozessordnung können Steckbriefe vom Richter sowie von der Staatsanwaltschaft erlassen werden. Ohne vorgängigen Haftbefehl ist eine steckbriefliche Verfolgung nur statthaft, wenn ein Festgenommener aus dem Gefängnis entweicht oder sonst sich der Bewachung entzieht. In diesem Fall sind auch Ermittlungspersonen der Staatsanwaltschaft zum Erlass des Steckbriefs befugt.

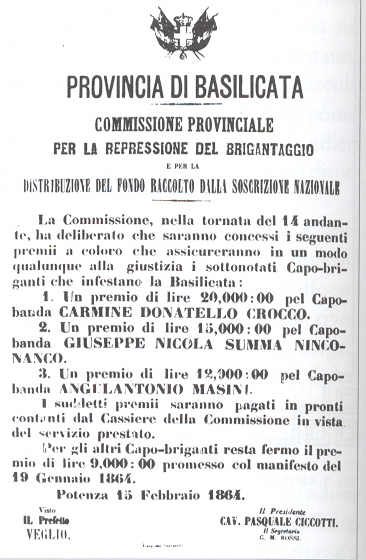
Steckbrief von den italienischen Räubern Carmine Crocco, Ninco Nanco und Angelantonio Masini

Nach österreichischem Recht dürfen Steckbriefe nur vom Gericht in Verbrechensfällen erlassen werden. In der Schweiz entspricht das kantonale Recht in dieser Beziehung in etwa dem deutschen Verfahren.

## Durchführung
Steckbriefe sollen die verfolgten Personen und Sachverhalte genau beschreiben und die verfolgte Tat angeben. Sie können durch an öffentlichen Plätzen aufgehängte Fahndungsplakate (Öffentliche Bekanntmachung durch Anschlag; vgl. § 134 StGB), Einstellung in das Internet und Lautsprecherdurchsagen sowie durch Rundfunk- und Fernsehdurchsagen veröffentlicht werden oder auch lediglich in Fahndungsblättern abgedruckt sein.
Der Widerruf („Steckbriefserledigung“) erfolgt auf demselben Weg, auf dem er erlassen ist.

## Trivia
Im Jahre 1924 erklärte sich der Reichsverband deutscher Lichtspieltheaterbesitzer bereit, „in besonders wichtigen Fällen der steckbrieflichen Verfolgung von den Polizeibehörden zu liefernde Diapositive des Steckbriefes kostenlos in seinen Theatern zu veröffentlichen“. Dieser Kinosteckbrief wurde in den Kinos 3–4 Tage gezeigt, sofern die Polizeibehörden die Fahndung nicht vorher einstellten, z. B. nach einer Festnahme des Gesuchten.
Der wegen Korruption und einiger weiterer Verbrechen gesuchte vormalige Anführer des New Yorker politischen Clubs „Tammany Hall“, William Tweed, wurde nach seiner Flucht aus den USA in Spanien gefasst. Als Steckbrief hatte eine der in der US-amerikanischen Wochenzeitung Harper’s Weekly veröffentlichten Karikaturen des Karikaturisten Thomas Nast gedient, die vordem nicht unwesentlich zu seinem Sturz beigetragen hatten.